# 搬罾街道
搬罾街道，原为搬罾镇，是中华人民共和国四川省南充市顺庆区下辖的一个乡镇级行政单位。2019年9月，撤销搬罾镇，设立搬罾街道，以原搬罾镇所属行政区域为搬罾街道的行政区域。

## 行政区划
搬罾街道下辖以下地区：
石狗坝社区、绢纺社区、庞家寨村、老观庙村、杨四坝村、康家店村、凉水井村、石庙子村、小河坝村、青山坝村、干堰塘村、竹林寺村、镇延寿寺村和搬罾溪村。